# Elaea marchali
Elaea marchali är en bönsyrseart som beskrevs av Louis Jérôme Reiche och Léon Fairmaire 1847. Elaea marchali ingår i släktet Elaea och familjen Mantidae.

## Underarter
Arten delas in i följande underarter:
- E. m. pallida
- E. m. marchali